# دادا (فیلم)
دادا فیلمی به کارگردانی ایرج قادری، نویسندگی سعید مطلبی و تهیه‌کنندگی مهدی احمدی گرکانی است. این فیلم در سال ۱۳۶۱ خورشیدی ساخته شد و در اولین دوره جشنواره فیلم فجر به نمایش درآمد.

## خلاصه
«دادا» یکی از اهالی ده، می‌خواهد ازدواج کند ولی قبل از ازدواج از خان ده درخواست میکند که در عروسی به دادا رونما ندهد. خان هم...  

## بازیگران
- ایرج قادری
- فخری خوروش
- جمشید مشایخی
- ولی شیراندامی
- عباس مختاری
- نعمت افشاریان
- رفیع
- علی وفادار
- حسین زمانی
- اکبر دوستی قلاتی/بازیگر خردسال

## اقتباس از رمان چراغی بر فراز مادیان‌کوه
به گفتۀ منصور یاقوتی، بخشی از سکانس‌های فیلم سینمایی دادا، برداشتی از رمان چراغی بر فراز مادیان‌کوه بوده‌است‌.